# Португалия во Второй мировой войне

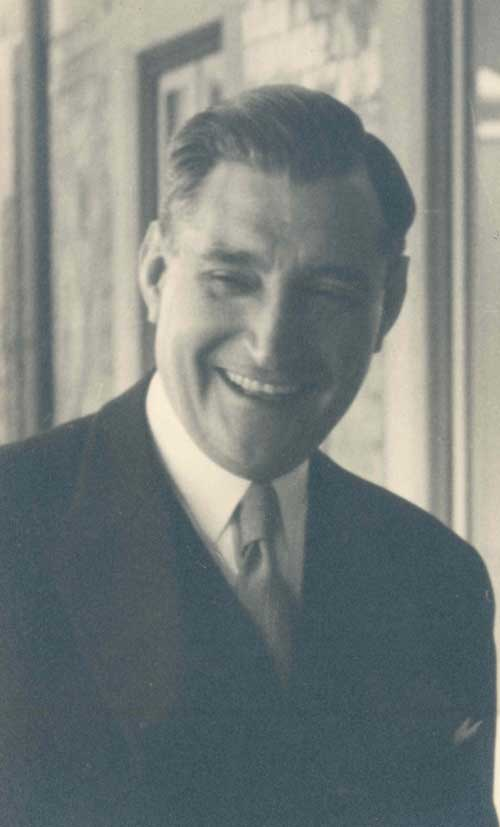
Антониу Салазар в 1939 году, в возрасте 50 лет

В начале Второй мировой войны, 1 сентября 1939, португальское правительство объявило, что 550-летний англо-португальский союз остался нетронутым. Однако, поскольку британцы не обращались за помощью к Португалии, последняя имела возможность занимать нейтральную сторону в войне, что она и сделала. В архивной записи от 5 сентября 1939 года британское правительство подтвердило своё намерение не обращаться за помощью. Когда германские войска оккупировали значительную часть Европы, а другая часть европейских стран стали военными союзниками Германии, нейтральная Португалия стала одним из последних путей отхода для массы беженцев на западные континенты. Португалия смогла сохранить свой нейтралитет до 1944 года, когда было подписано военное соглашение, дающее Соединенным Штатам разрешение на создание военной базы вблизи Санта-Мария на Азорских островах, таким образом, статус страны изменился на невоюющий в пользу антигитлеровской коалиции.

## Обзор
В начале Второй мировой войны Португалией правил Антониу ди Оливейра Салазар, который еще в 1933 году основал Estado Novo («Новое государство»), корпоративистское авторитарное правительство, действующее до 1974 года. Он явно симпатизировал испанским националистам, опасаясь последующего экспорта коммунистической революции в Португалию; тем не менее его беспокоила и перспектива крепкой связи испанского правительства со Странами «Оси». Таким образом, политика нейтралитета Салазара во Второй мировой войне включала в себя стратегический компонент. Страна по-прежнему владела заморскими территориями, которые из-за слабого экономического развития страны не были должным образом защищены от возможного военного нападения.
Поскольку британцы за помощью к Португалии не обращались, страна рассчитывала сохранить нейтралитет. В архивной записи от 5 сентября 1939 г. британское правительство высказалось о своем принятии данной ситуации, и Португалия оставалась нейтральной на протяжении всей войны.
15 мая 1940 года британцы признали важную роль Салазара в войне: Дуглас Вил, главный секретарь Оксфордского университета, сообщил Салазару, что на ежедневном заседании университетского совета в прошлый понедельник было принято «единогласное решение пригласить вас [Салазара] принять почетную степень доктора гражданского права».

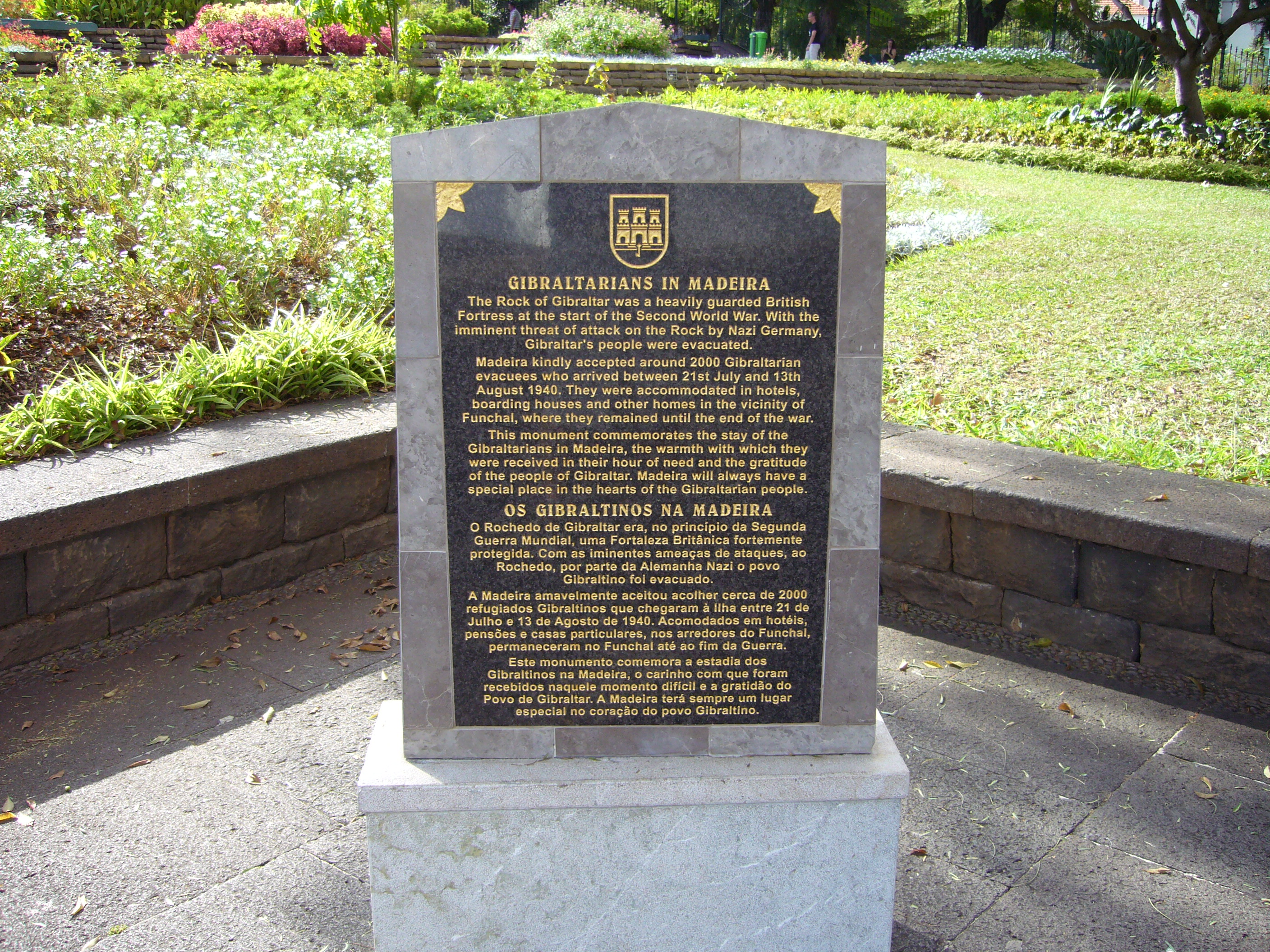
Памятник спасению 2000 жителей Гибралтара на Мадейре

Решение Салазара сохранить англо-португальский союз позволило португальскому острову Мадейра прийти на помощь британцам, и в июле 1940 года около 2500 эвакуированных граждан Гибралтара были отправлены на Мадейру. В то же время журнал «Life» в длинной статье под названием «Португалия: как война сделала ее воротами Европы», назвал Салазара «благожелательным правителем», охарактеризовал его как «безусловно лучшего диктатора в мире; он [Салазар] также величайший португалец со времен принца Генриха Мореплавателя», и добавил, что «диктатор выстроил нацию». «Life» также заявил, что «большую часть хорошего в современной Португалии можно отнести к деятельности доктора Антониу де Оливейра Саласара (…) Диктатор сочетает в себе всё, чем большинство португальцев не является — спокойный, молчаливый, аскетичный пуританин, страшный трудоголик, и не серцеед. Он принял страну в хаосе и бедности. Он сбалансировал бюджет, построил дороги и школы, снёс трущобы, снизил уровень смертности и чрезвычайно повысил самооценку португальцев».
В сентябре 1940 года Уинстон Черчилль написал Салазару — «как это часто бывало прежде на протяжении многих столетий англо-португальского союза, в данном жизненно важном вопросе британские и португальские интересы совпадают» — при этом отметив его способность удерживать Португалию от вступления в войну.
Несмотря на нейтралитет Португалии, в декабре 1941 года португальский Тимор был оккупирован австралийскими и голландскими войсками, ожидавшими японского вторжения. Реакция Салазара была бурной: он выразил протест, заявив, что захватчики нарушили суверенитет Португалии и поставили под угрозу её нейтралитет. Усиленный португальский гарнизон (около 800 человек) был выслан из Восточной Африки с целью обороны Восточного Тимора, но опоздал; 20 февраля 1942 года японцы начали высадку своего десанта на Тиморе.

## Азорские острова

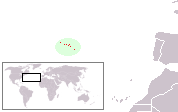
Португальские Азорские острова на карте

Португалии удалось сохранить нейтралитет, несмотря на чрезвычайное давление с обеих сторон. И страны антигитлеровской коалиции, и страны Оси, стремились контролировать стратегически важные Азорские острова во время Второй мировой войны. Салазар особенно беспокоился о возможном вторжении Германии через Испанию и Гитлера провоцировать не хотел; он также не хотел давать Испании повод встать на сторону стран Оси и вторгнуться в Португалию через Канарские острова. И Британия, и США, разработали несколько планов по созданию авиабаз на Азорских островах, несмотря на неодобрение Португалии. Планы эти так и не были реализованы.
В 1942 году полю Лажеш на Азорских островах было присвоено название «авиабаза № 4», а португальское правительство расширило взлётно-посадочную полосу и направило в Лажеш войска и технику, в том числе истребители Gloster Gladiator. Военная активность на Азорских островах росла по мере того, как «Гладиаторы» всё больше превращались в воздушный щит для британских конвоев, инструмент разведывательных миссий и метеорологических исследований.

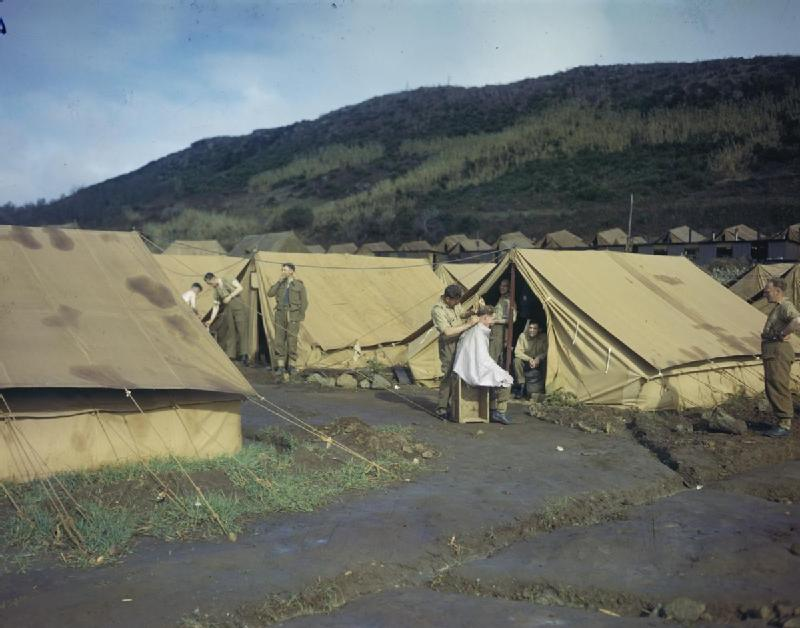
Лагерь королевских военно-воздушных сил на Азорских островах, январь 1944 года

Королевские воздушные силы на авиабазе Лажеш, 1943/1944

В августе 1943 года Португалия подписала португальско-британское соглашение, по которому базы на Азорских островах были сданы в аренду британцам. Это был поворотный момент в битве за Атлантику, позволивший Великобритании обеспечить воздушное прикрытие в Среднеатлантическом переходе, помогая им охотиться на немецкие подводные лодки и защищать свои конвои. Черчилль удивил членов парламента, когда сказал, что будет использовать договор XIV века; многие не знали, что Португалия и Англия заключили старейший действующий союз в мире еще в 1373 году. Черчилль закончил свою речь словами:
Я пользуюсь этой возможностью, чтобы официально заявить о высокой оценке правительством Его Величества, которую, я не сомневаюсь, разделяют парламент и британский народ, позиции португальского правительства, чья верность своему британскому союзнику никогда не колебалась даже в самые мрачные часы войны.
Несколько месяцев спустя, 1 декабря 1943 года, британские и американские военные представители на авиабазе Лажеш подписали двустороннее соглашение, определяющее роли и обязанности ВВС Армии США (USAAF) и ВМС США (USN) на данной территории. Соглашение установило правила и ограничения для США по переправке и транспортировке самолетов в Европу через авиабазу. Взамен Штаты согласились помочь британцам в улучшении и расширении существующих объектов в Лажеше. Транспортные самолеты Командования воздушного транспорта начали приземляться на поле Лажеш сразу после подписания соглашения.
В 1944 году Португалия подписала соглашение с США, позволяющее использовать военные объекты на Азорских островах. Американские войска построили небольшую временную авиабазу на острове Санта-Мария.
К концу июня 1944 года через авиабазу Лажеш прошло более 1900 американских самолетов. При использовании данной авиабазы время полета между Бразилией и Западной Африкой сократилось почти вдвое с 70 до 40 часов по сравнению с обычным трансатлантическим маршрутом.
Лажеш также служил одной из двух основных баз для остановки и дозаправки во время первого трансатлантического перехода нежестких дирижаблей (аэростатов) в 1944 году. Они заходили на промежуточную остановку на военно-морской базе Арджентия в Ньюфаундленде, а затем на базу Лажеш на Азорских островах, прежде чем вылететь в конечный пункт назначения в Порт-Лиоте. Со своей базы с 15 Патрульным дивизионом в Порт-Лиоте дирижабли эскадрильи ZP-14 вели ночную противолодочную войну, наблюдение за немецкими подводными лодками вокруг Гибралтарского пролива с использованием системы обнаружения магнитной аномалии. В 1945 году два сменных дирижабля ZP-14 были отправлены из Уиксвилля, Северная Каролина, на Бермудские острова и авиабазу Лажеш, прежде чем отправиться в Порт-Лиоте.
В 1945 году на Азорских островах на острове Терсейра была построена новая авиабаза, которая в настоящее время известна как «Лажеш-Филд». Эта база находится в одноименном районе, на широкой плоской морской террасе, которая когда-то была фермой. Лажеш-Филд — плато, возвышающееся над морем в северо-восточной части острова. Эта база ВВС является совместным предприятием США и Португалии, и продолжает обеспечивать проведение военных операций данных стран. Во время холодной войны противолодочные эскадрильи ВМС США P-3 Orion патрулировали Северную Атлантику в поисках советских подводных лодок и кораблей-разведчиков.

## Вопрос поставок вольфрама
Португалия разрешила Соединенному Королевству торговать и получать кредиты, обеспеченные фунтом стерлингов, что позволило британцам получать жизненно важные товары во время дефицита золота и эскудо, пока все другие нейтральные страны были готовы торговать только своими валютами против золота. К 1945 году британцы были должны Португалии более 322 миллионов долларов в рамках данной договоренности.
Ещё одним деликатным вопросом была торговля вольфрамом. После вторжения в Советский Союз Германия стала зависеть от Португалии и Испании в плане поставок этого металла, который имел особую ценность в производстве военного снаряжения. Чтобы сохранить свой нейтралитет, в 1942 году Португалия ввела строгую систему экспортных квот. Такая концепция нейтралитета за счёт равного распределения продукции, поставляемой обеим воюющим сторонам, отличалась от концепции нейтральных стран Северной Европы, которые работали на базе «типичных довоенных поставок». Но в январе 1944 года страны антигитлеровской коалиции начали давить на Салазара с целью наложить эмбарго на все продажи вольфрама в Германию. Португалия сопротивлялась, защищая своё право нейтральной страны продавать «что угодно и кому угодно», опасаясь, что любое сокращение экспорта побудит Германию атаковать португальские суда. Опасения Салазара не были беспочвенными: несмотря на нейтралитет Португалии, в июне 1941 года немцы атаковали и потопили пароход «Ганда». 12 октября 1941 года нейтральное судно «Корте Реал» было остановлено для проверки в 80 милях к западу от Лиссабона. Подводная лодка открыла огонь из палубного орудия, подожгла корабль и в итоге, потопила его двумя торпедами. 14 декабря 1941 года одиночный торговый пароход Cassequel был поражён в корму одной из двух торпед, выпущенных U-108, примерно в 160 милях к юго-западу от мыса Сент-Винсент и немедленно затонул. «Серпа Пинто» также была остановлен и взят на абордаж немецкой подводной лодкой U-541 26 мая 1944 года посреди Атлантики, но в конечном итоге кораблю разрешили продолжить движение после того, как немецкие военно-морские власти отказались одобрить потопление. 5 июня 1944 года, незадолго до высадки в Нормандии, после угроз экономических санкций со стороны Британии и США, португальское правительство ввело полное эмбарго на экспорт вольфрама как странам антигитлеровской коалиции, так и странам Оси, в результате чего 100 тысяч португальцев остались без работы.

## Роль Португалии в сохранении нейтралитета Испании

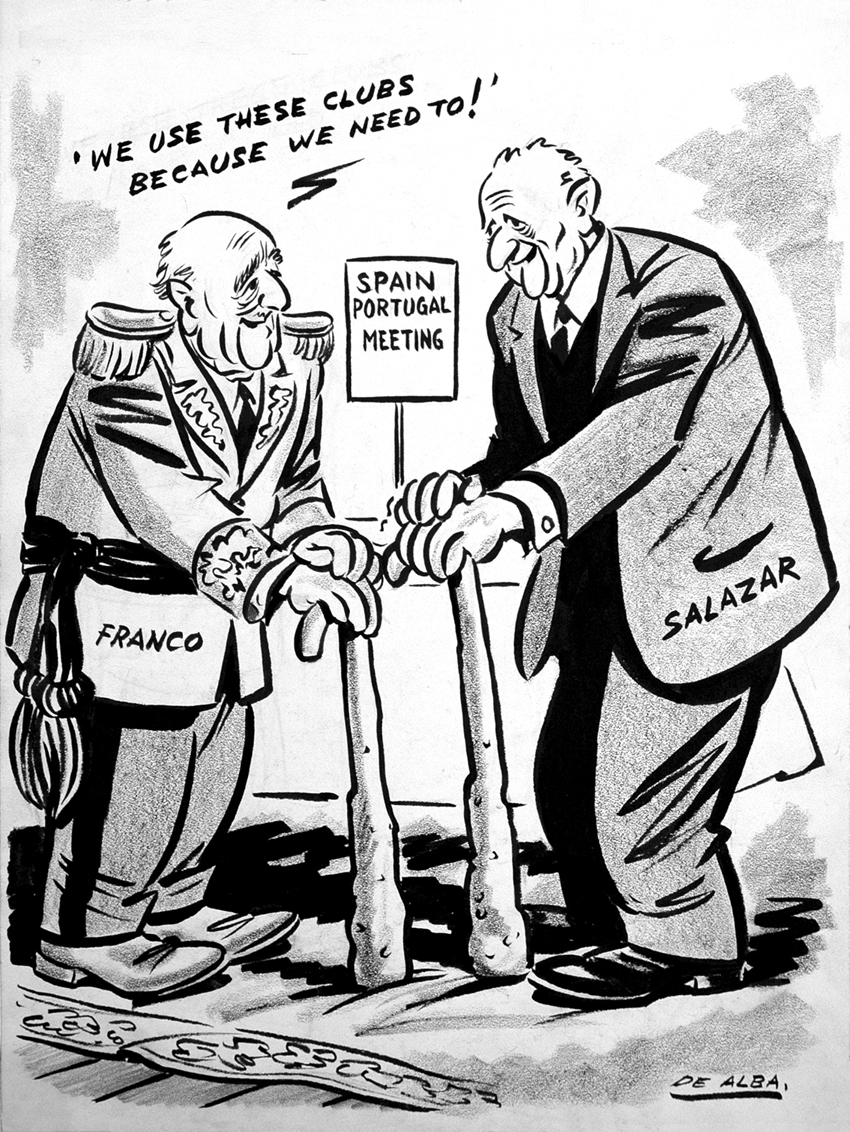
Карикатура 1960-х годов на отношения Франко и Салазара

Всего за несколько дней до окончания гражданской войны в Испании, 17 марта 1939 года, Португалия и Испания подписали Пакт Иберийского нейтралитета, положивший начало новому этапу в отношениях. Встречи между Франко и Салазаром сыграли фундаментальную роль в этом новом политическом образовании. Дополнительный протокол к пакту был подписан 29 июля 1940 г., после падения Франции. Пакт оказался решающим инструментом в сохранении Пиренейского полуострова за пределами континентальной системы Гитлера.

В ноябре 1943 года сэр Рональд Кэмпбелл, посол Великобритании в Лиссабоне, писал:
Сей строгий нейтралитет был ценой, которую союзники заплатили за стратегические выгоды, полученные от нейтралитета Португалии, и если бы ее нейтралитет вместо строгости источал бы доброжелательность в пользу союзников, Испания неизбежно бросилась бы душой и телом в объятия Германии. В таком случае был бы оккупирован полуостров, а за ним и Северная Африка, в результате чего весь ход войны изменился бы в пользу Оси.
Британский дипломат, сэр Джордж Ренделл, заявил, что с португальским республиканским правительством Бернардино Мачадо «во время Первой войны было гораздо труднее выстраивать союзнические отношения — в сравнении с нейтральными при лучшем правительстве Салазара во время Второй». Аналогичного мнения придерживается Карлтон Хейс, американский посол в Испании во время Второй мировой войны, который пишет в своей книге «Миссия военного времени в Испании»:
[Салазар] не был похож на обычного диктатора. Скорее, он казался скромным, тихим и очень интеллигентным джентльменом и ученым … буквально вытащенным с профессорской кафедры политической экономии в почтенном университете Коимбры дюжину лет назад, и все ради того, чтобы привести в порядок финансы Португалии. Этот его успех в этом отношении привел к возложению на него других важных функций, в том числе функций министра иностранных дел и разработчика конституции.
Хейс очень ценит постоянные усилия португальского правительства выделить Испанию с Португалией в действительно нейтральный полуостровной блок. Это является неизмеримым вкладом в сравнении с гораздо меньшим влиянием США и Британии в противодействии пропаганде и возвышению Оси.

## Приют для беженцев
Количество беженцев, проезжавших через Португалию во время войны, оценивается от 100 тысяч до одного миллиона; впечатляющее число, учитывая численность населения страны в то время (около 6 миллионов человек). «Лиссабон прикидывался счастливым в надежде, что и господь бог поверит в это счастье», — писал французский писатель Антуан де Сент-Экзюпери. Португальская столица стала символом надежды для многих беженцев. Тысячи людей наводнили город, пытаясь получить документы, необходимые для бегства в США или Палестину.
12 июня Салазар дал указание португальским консульствам во Франции предоставить португальские паспорта инфанте Марии Анне Португальской, великой герцогине Люксембургской и инфанте Марии Антонии Португальской, герцогине Пармской. С этими португальскими паспортами все члены королевских семей могли получать визы, не создавая проблем для нейтралитета португальского правительства. Таким образом Цита Бурбон-Пармская и ее сын Отто фон Габсбург получили визы, потому что были потомками португальских граждан. После немецкой аннексии Австрии Отто был приговорен нацистским режимом к смертной казни.
13 июня Салазар снова действовал быстро, чтобы поддержать короля Бельгии и его семью — направил консульству Португалии в Байонне инструкции, в которых говорилось, что «территория Португалии полностью открыта» для бельгийской королевской семьи и их окружения.
26 июня 1940 года, через четыре дня после перемирия Франции с Германией, Салазар санкционировал перевод главного офиса Общества помощи евреям-иммигрантам (HIAS -HICEM) из Парижа в Лиссабон. По данным еврейской общины Лиссабона, Салазар высоко ценил Мойзеса Бенсабата Амзалака, лидера еврейской общины Лиссабона, что позволило Амзалаку сыграть важную роль в получении разрешения Салазара на перенос штаб-квартиры.
В июле 1940 года гражданское население Гибралтара было эвакуировано из-за ожидаемых атак со стороны Германии и Италии. В то время, Португальская Мадейра согласилась принять около 2500 гибралтарских граждан, в основном женщин и детей, которые прибыли в Фуншал в период с 21 июля по 13 августа 1940 года и оставались там до конца войны. В 2010 году в Гибралтаре был заказан памятник и позднее отправлен на Мадейру, где был установлен рядом с небольшой часовней в районе Санта-Катарина в Фуншале. Памятник был подарком и символом неизменной признательности гибралтарцев жителям Мадейры.
Португальский генеральный консул в Бордо, Аристид де Соуза Мендес, оказал помощь неустановленному числу беженцев, что было типично для того времени. Выдача виз в нарушение инструкций была широко распространена в португальских консульствах по всей Европе, хотя некоторые случаи получали прямую поддержку Салазара. Португальский посол в Будапеште, Карлос Сампайо Гарридо, помог примерно 1000 венгерских евреев в 1944 году. Вместе с Карлосом де Лиз-Тексейра Бранкиньо под непосредственным руководством Салазара они арендовали дома и квартиры, чтобы приютить и защитить беженцев от депортации и убийства. 28 апреля 1944 года венгерское гестапо ворвалось в дом посла и арестовало его гостей. Посол, оказывавший физическое сопротивление полиции, также был арестован, но сумел добиться освобождения своих гостей на основании экстерриториальности дипломатических миссий. В 2010 году Гарридо был признан Праведником народов мира Яд Вашем. Другие португальцы, которые заслуживают похвалы за спасение евреев во время войны, включают Аугусто Исаака де Эсаги, профессора Франсиско Паулу Лейте Пинто и Мойсеса Бенсабата Амзалака. Преданный еврей и сторонник Салазара, Амзалак возглавлял лиссабонскую еврейскую общину в течение 52 лет, с 1926 по 1978 год.
Историк Карлтон Хейс, американский посол в Испании во время войны, пишет об «огромном количестве беженцев», которые хлынули в Испанию в ноябре и декабре 1942 года. Большинство из них были полуголодные французы, без денег и одежды, и Хейс пишет о решительном вмешательстве посла Педро Теотониу Перейра в судьбу 16 000 французских беженцев, пытавшихся в 1943 году попасть из Испании в Северную Африку и уже там присоединиться к войскам союзников. В эту группу также входили поляки, голландцы и бельгийцы, большинство из которых были солдатами или потенциальными призывниками. По словам Хейса, полякам, в частности, суждено было совершить блестящие подвиги в более поздней итальянской кампании.

## Португалия и Холокост
Трое португальцев за участие в спасении евреев от геноцида были удостоены почётного звания - «Праведники народов мира». В 1966 году это звание получил дипломат Аристидеш де Соуза Мендеш за массовую выдачу португальских виз евреям в оккупированной Франции. Карлуш Сампаю Гарриду, будучи послом в оккупированной Венгрии, помогал евреям в Будапеште. Священник Жуакин Каррейра помогал спасать итальянских евреев.

## Португальские добровольцы против СССР (на стороне Стран Оси)

Эмблема легиона «Вириатос» — португальских добровольцев, которые участвовали в гражданской войне в Испании на стороне Франко.

После того, как Германия и её европейские союзники вторглись в Советский Союз в рамках операции «Барбаросса», к ним присоединились добровольцы из Франции, Испании, Бельгии, оккупированной Чехословакии, Венгрии и Балкан. Иностранцев, служивших в Ваффен-СС, насчитывалось «около 500 000 человек», включая тех, кого в армию взяли силой или призвали по закону. Приблизительно 159 португальских добровольцев сражались на стороне германской коалиции Стран Оси во время Второй мировой войны, в основном в испанской Голубой дивизии. Как правило это были ветераны-добровольцы гражданской войны в Испании, служившие в так называемом легионе «Вириатос». По сути, они являлись португальскими националистами, которые всегда сражались против сил, связанных с коммунистическим движением и идеями большевизма.

## Португальские колонии

### Макао
Португалия также была нейтральной во время войны на Тихом океане; ее колония Макао была изолирована сразу после завоевания японцами близлежащих районов Китая и падения Гонконга в декабре 1941 года. Это привело к нехватке продовольствия до конца войны, что способствовало высокому уровню смертности от болезней.
Хотя Япония в Макао так и не вторглась, ее подразделения атаковали британское торговое судно, стоявшее на якоре у колонии в августе 1943 года, и убили 20 членов экипажа. Впоследствии правительство Макао было вынуждено смириться с присутствием японских «советников», признать японскую власть в Южном Китае и вывести свои гарнизоны с нескольких баз. Кроме того, в начале 1945 года правительство Макао обменяло часть оборонительных орудий на продовольствие и согласилось продать Японии авиационное топливо.
16 января 1945 года авиация ВМС США атаковала Макао в рамках рейда в Южно-Китайском море. Основными целями были склады авиационного топлива, которые, как узнали американцы, должны были быть проданы японцам, и радиостанция в форте Дона Мария или рядом с ним. Кроме того, пострадали городские районы и гавань. Американские самолеты также случайно атаковали Макао 25 февраля и 11 июня 1945 года. После войны правительство США выплатило компенсацию за ущерб, нанесенный гавани.

### Португальский Тимор

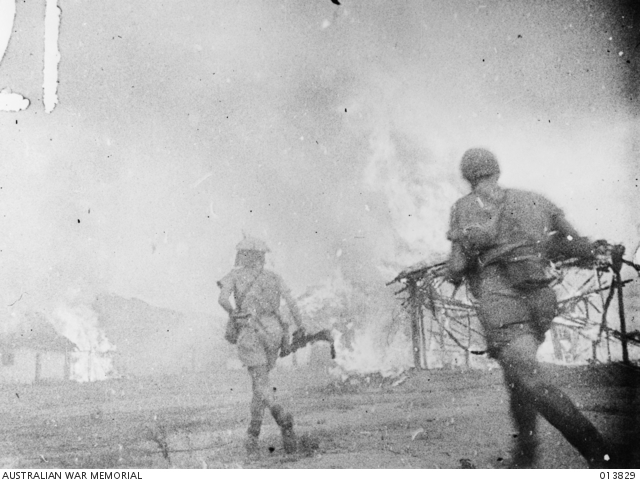
Австралийские партизаны сжигают деревню Минделу в Тиморе, чтобы предотвратить её использование в качестве японской базы, 12 декабря 1942 года

17 декабря 1941 года, после нападения Японии на Перл-Харбор, австралийские и голландские войска высадились и оккупировали Португальский Тимор для укрепления острова против возможного наступления японских войск, нарушив тем самым суверенитет Португалии. Салазар осудил эту операцию сил антигитлеровской коалиции, назвав её вторжением на нейтральную территорию.
20 февраля 1942 года в целях самообороны японские войска также высадились на остров и встретили сопротивление небольшой объединенной группы противной им союзной коалиции, известной как Sparrow Force («Воробьи»), состоявшей из солдат Австралии, Великобритании и Нидерландов. После краткого, но упорного сопротивления японцам удалось заставить капитулировать большую часть сил противника (после трёх дней боёв), хотя несколько сотен австралийских коммандос продолжили вести партизанскую войну. Их снабжали ресурсами, сбрасываемыми с самолётов из Дарвина (Австралия). Кампания продолжалась до 10 февраля 1943 года, когда последние австралийские солдаты были эвакуированы. Тем не менее, ввиду оказанного сопротивления японские войска увязли в боях на Тиморе на шесть месяцев, что предотвратило их развертывание в другом месте. В ходе боёв восточнотиморская деревня Минделу (Турискай) была сожжена дотла австралийскими партизанами 12 декабря 1942 года, с целью предотвратить её использование в качестве японской военной базы. Хотя Португалия не была воюющей страной конфликта, многие восточнотиморские гражданские лица и португальские колонисты боролись против японцев на стороне сил антигитлеровской коалиции, предоставляли последним продовольствие, жилье и другую помощь. Японская оккупация острова длилась до конца войны (с 1942 по 1945 год), после войны власть Португалии была восстановлена.

### Кабо-Верде
Хотя никаких крупных сражений в Кабо-Верде или вокруг него не происходило, архипелаг имел ключевое стратегическое значение для стран антигитлеровской коалиции на протяжении всей войны. В результате войны, в этот период в Кабо-Верде произошло несколько важных внутренних событий.

### Гоа
С декабря 1942 года немецкие торговые суда, которые нашли убежище на территории Гоа в португальской Индии в 1939 году, начали регулярно передавать разведданные о судоходстве противника по радио немецким подводным лодкам группы Муссон, действовавшим в Индийском океане. Как только британцы это обнаружили, Управление специальных операций Великобритании провело операцию «Крик». Так, группа солдат из «Калькуттской легкой кавалерии» проникла в гавань и с помощью мин потопила немецкий корабль «Эренфельс», тем самым прекратив передачу разведданных. Проведение этой операции являлось нарушением португальского нейтралитета, поэтому она была засекречена до 1978 года.

## Военные операции, угрожавшие португальскому нейтралитету

### Со стороны стран коалиции Оси

#### Операция Феликс

Планы вторжения нацистской Германии в Испанию (операция «Феликс»)

Немцы планировали атаку на Гибралтар под кодовым названием «Операция Феликс», которая так и не была начата. Это было возможное потенциальное вторжение в Португалию, в случае если британцы рассмотрят возможность оккупации Мадейры и Азорских островов.

#### Гитлеровская директива № 18
12 ноября 1940 года Гитлер издал директиву № 18, в которой излагался план вторжения в Португалию в случае расквартирования там британских войск. «Я также прошу рассмотреть проблему оккупации Мадейры и Азорских островов вместе со всеми преимуществами и недостатками для ведения боя в море и воздухе, которые это мероприятие повлечет за собой. Результаты исследований должны быть представлены мне как можно скорее», — добавил Гитлер.

#### Операция Изабелла
В июне 1941 года операция «Изабелла» представляла собой действия нацистской Германии после распада Советского Союза, которые были бы направлены на размещение баз в Испании и Португалии, и последующего полного вытравления Великобритании из этого региона. Эта концепция была изложена Гитлером, но так и не была реализована.

### Со стороны стран Антигитлеровской коалиции

#### Операция Alacrity
Операция Alacrity была кодовым названием предполагаемого захвата Азорских островов союзниками во время Второй мировой войны; эти территории имели огромное стратегическое значение для разгрома немецких подводных лодок. Салазар особенно беспокоился о возможном вторжении Германии через Испанию и не хотел провоцировать Гитлера; он также не хотел давать Испании повод встать на сторону Оси и вторгнуться в Португалию через стратегически важные Канарские острова. Несмотря на неодобрение Португалии, Британия и США разработали планы по созданию сети авиабаз, которые так и не были реализованы. Вместо этого в 1943 году Великобритания запросила (и получила) у Португалии разрешение на размещение авиабаз на островах. Предшественником операции Alacrity был «серый военный план».

#### «Серый» военный план
Военный план «серый» был разработан США для вторжения на Азорские острова в 1940-41 гг. Серый — один из многих военных планов с цветовой кодировкой, созданных в начале 20 века. 22 мая 1941 года президент Франклин Д. Рузвельт поручил армии и флоту США разработать официальный план оккупации португальских Азорских островов. Утвержденный Объединённым комитетом начальников штабов 29 мая, «серый» план предусматривал высадку десанта численностью 28 000 человек, состоящего поровну из морской пехоты и армии.

## Шпионаж
Некоторые американские источники называли Лиссабон «столицей шпионажа». Однако тайная полиция Португалии (ПИДЕ) всегда занимала нейтральную позицию в отношении внешней разведки, но лишь до момента вмешивательства во внутреннюю политику страны. Писатели, например, Флеминг (создатель Джеймса Бонда), оставались в столице, пока другие известные люди — герцог Виндзорский и члены испанской королевской семьи — были сосланы в Эшторил. Немецкие шпионы пытались купить информацию о трансатлантических перевозках, чтобы помочь своим подводным лодкам вести битву за Атлантику. Испанец Хуан Пужоль Гарсия, более известный под кодовым именем «Гарбо», передавал немцам дезинформацию в надежде, что это ускорит конец режима Франко; он был завербован британцами в качестве двойного агента в Лиссабоне. И наоборот, Уильям Колепо, американский перебежчик, был завербован немцами в качестве агента на корабле в порту Лиссабона — позднее судно было заблокировано подводной лодкой U-1230 в штате Мэн, а сам Колепо схвачен на берегу.
В 1941 году Джон Бивор, глава Управления специальных операций (SOE) в Лиссабоне, создал подпольную сеть с целью выполнения диверсионных задач в случае немецкого и/или испанского вторжения в Португалию. Объектами немедленного уничтожения были нефтеперерабатывающие заводы, железные дороги, мосты, промышленные и горнодобывающие объекты. Португальская полиция обнаружила, что в сеть Бивора входило несколько португальцев, настроенных против Салазара, что вызвало раздражение португальских властей. Салазар подозревал, что за любезностями между британцами и его противниками может скрываться попытка установить в Лиссабоне «демократическую» альтернативу его режиму, что подвело бы страну под британское покровительство. Салазар сообщил британскому послу, что хочет наказания для отступников и в итоге потребовал от Бивора уйти. Несмотря на инцидент, капитан Агоштинью Лоренсу, основатель и первый глава португальской службы безопасности и миграционной полиции, заработал репутацию среди британских наблюдателей, что было зафиксировано в конфиденциональном документе посольства Великобритании. Это предполагает «пробританские» взгляды Лоренсу, который всегда поддерживал хорошие отношения с МИ-6, что позволило ему позже, в 1956 году, стать главой Интерпола.
В июне 1943 года коммерческий авиалайнер с актером Лесли Говардом был сбит Люфтваффе над Бискайским заливом после взлета из Лиссабона.

## После войны
Салазар упорно отстаивал «юридический нейтралитет» страны до самого конца войны. После смерти Гитлера он следовал государственному протоколу и приказал приспустить флаги; позднее Салазар также разрешил послу Германии Гойнингену-Гюне навсегда поселиться в Лиссабоне, где тот прожил некоторое время после отставки. Португалия продолжала принимать беженцев и после войны — так, Умберто II, король Италии, прожил в изгнании в Кашкайше 37 лет. Граф и графиня Барселоны, наследники несуществующего испанского престола Хуан де Бурбон и его жена Мария де лас Мерседес были сосланы в Эшторил 2 февраля 1946 года. Позднее, в апреле, к ним присоединились их дети Пилар, Хуан Карлос (будущий король Испании), Маргарита и Альфонсо. Галуст Гюльбенкян, армянский нефтяной магнат, известный как «Мистер Пять процентов», также выбрал Португалию в качестве места для поселения. В ходе операции, спонсируемой организацией «Каритас Португаль» с 1947 по 1952 год, 5500 австрийских детей, большинство из которых были сиротами, были перевезены поездом из Вены в Лиссабон, а затем переданы на воспитание в португальские семьи.
Португалия пережила ужасы войны не только физически невредимой, но и значительно разбогатевшей. В знак избавления от разрушений войны, в 1959 году в Алмаде с видом на Лиссабон был построен памятник Кришту Рей.
Несмотря на авторитарный характер правящего режима, Португалия не испытала такого же уровня международной изоляции, как франкистская Испания после Второй мировой войны. В отличие от Испании, Португалия при Салазаре была включена в план Маршалла (1947—1948) в качестве признания за помощь, оказанную союзникам на заключительных этапах войны. Кроме того, в отличие от Испании, она была одним из 12 членов-основателей Организации Североатлантического договора (НАТО) в 1949 году, что отражало роль Португалии как союзника в борьбе против коммунизма во время холодной войны, несмотря на ее статус единственной недемократической страны-основателя блока.